# Worringen
Worringen este un cartier din partea de nord a orașului Köln, sectorul 6 Chorweiler.

## Galerie de imagini

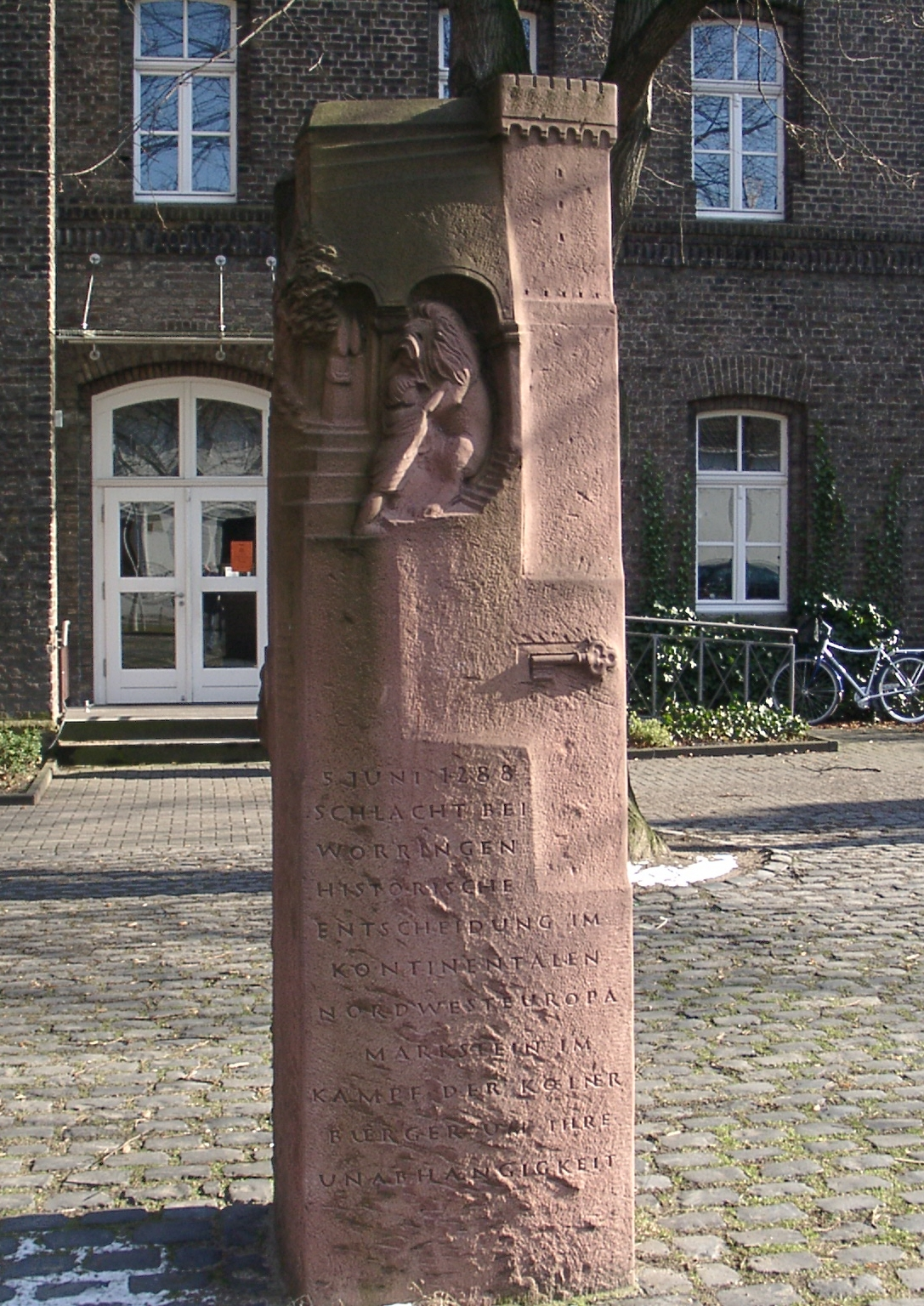
Monument: Bătălia de la Worringen (1288)
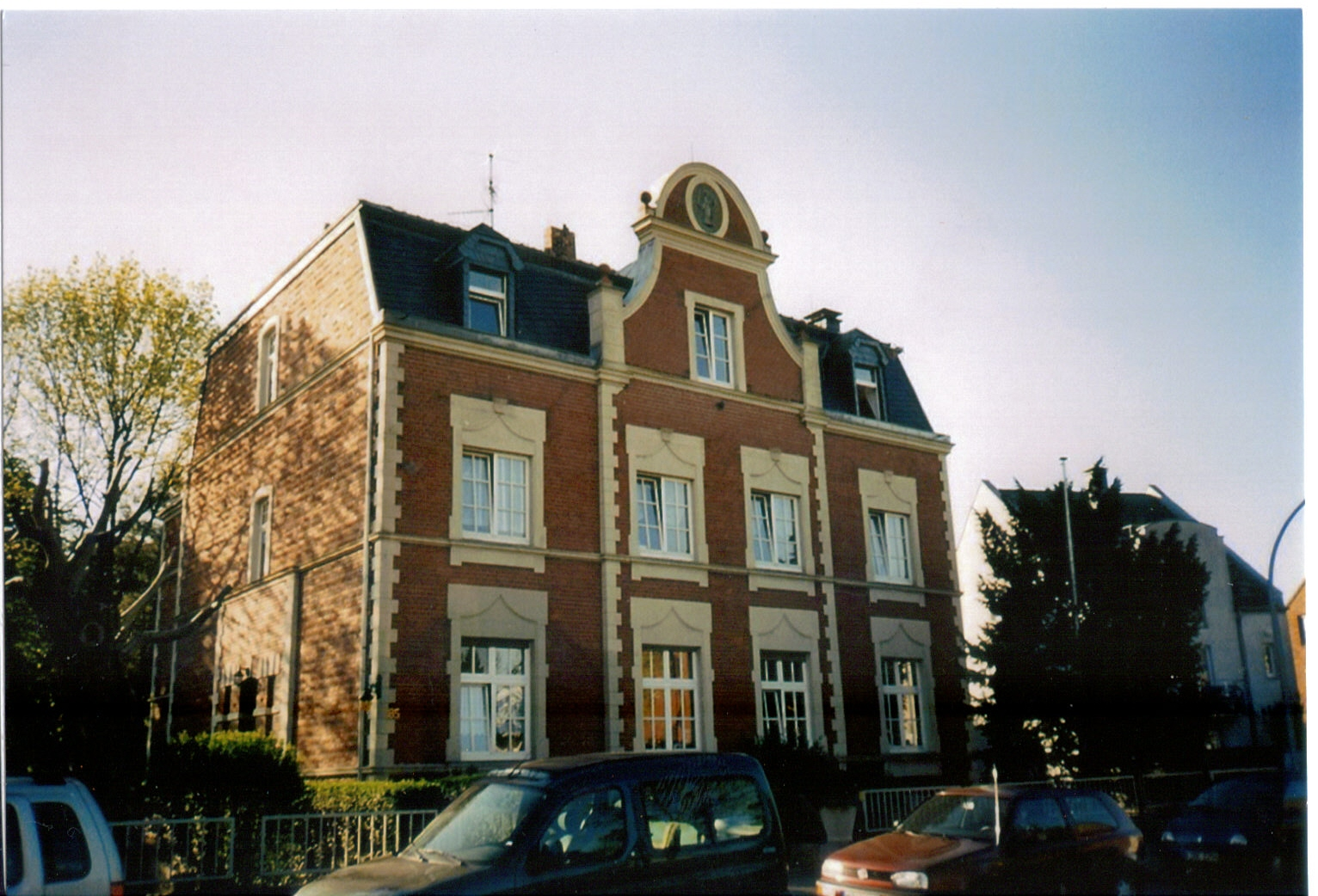
Primăria veche
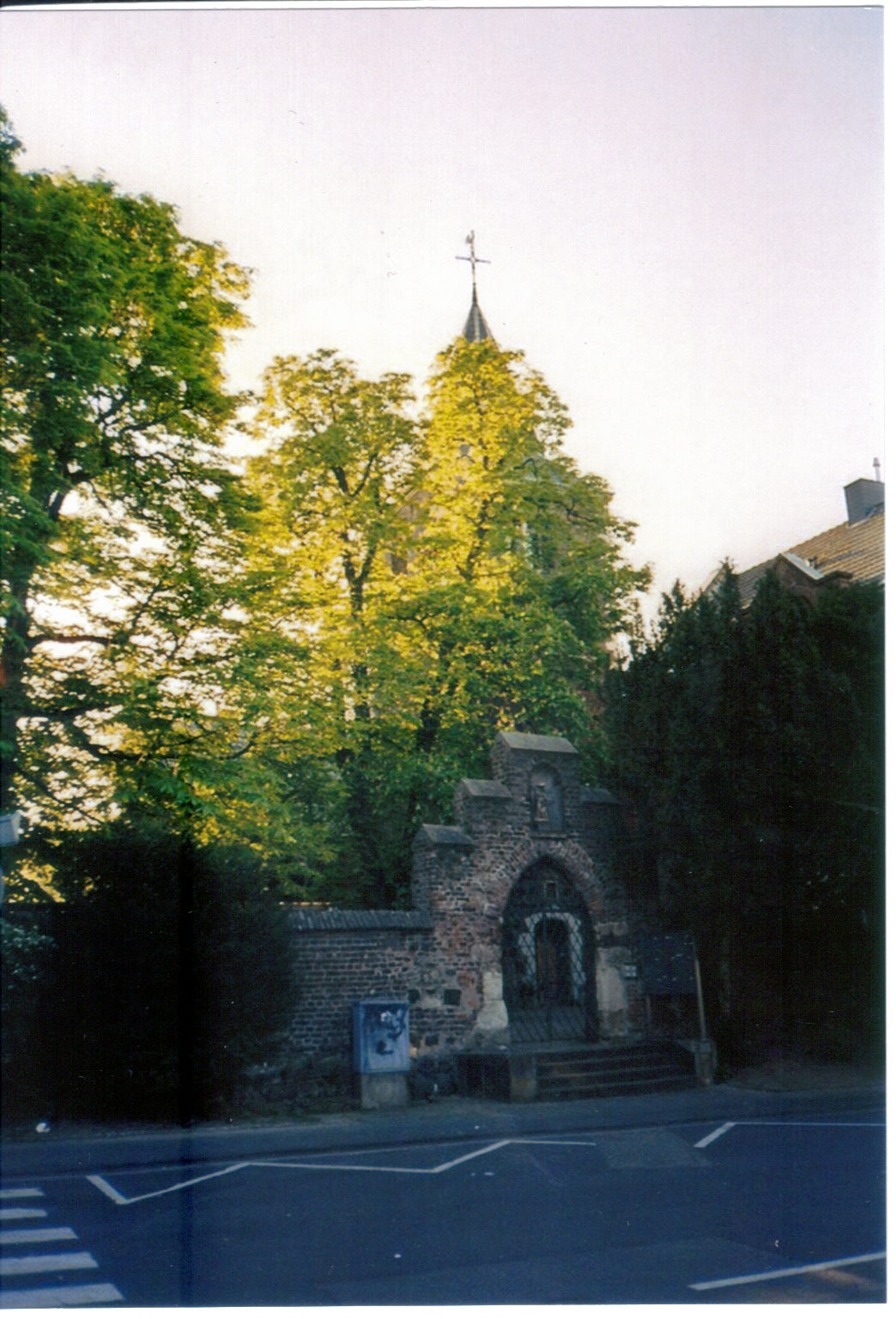
Biserica catolică veche
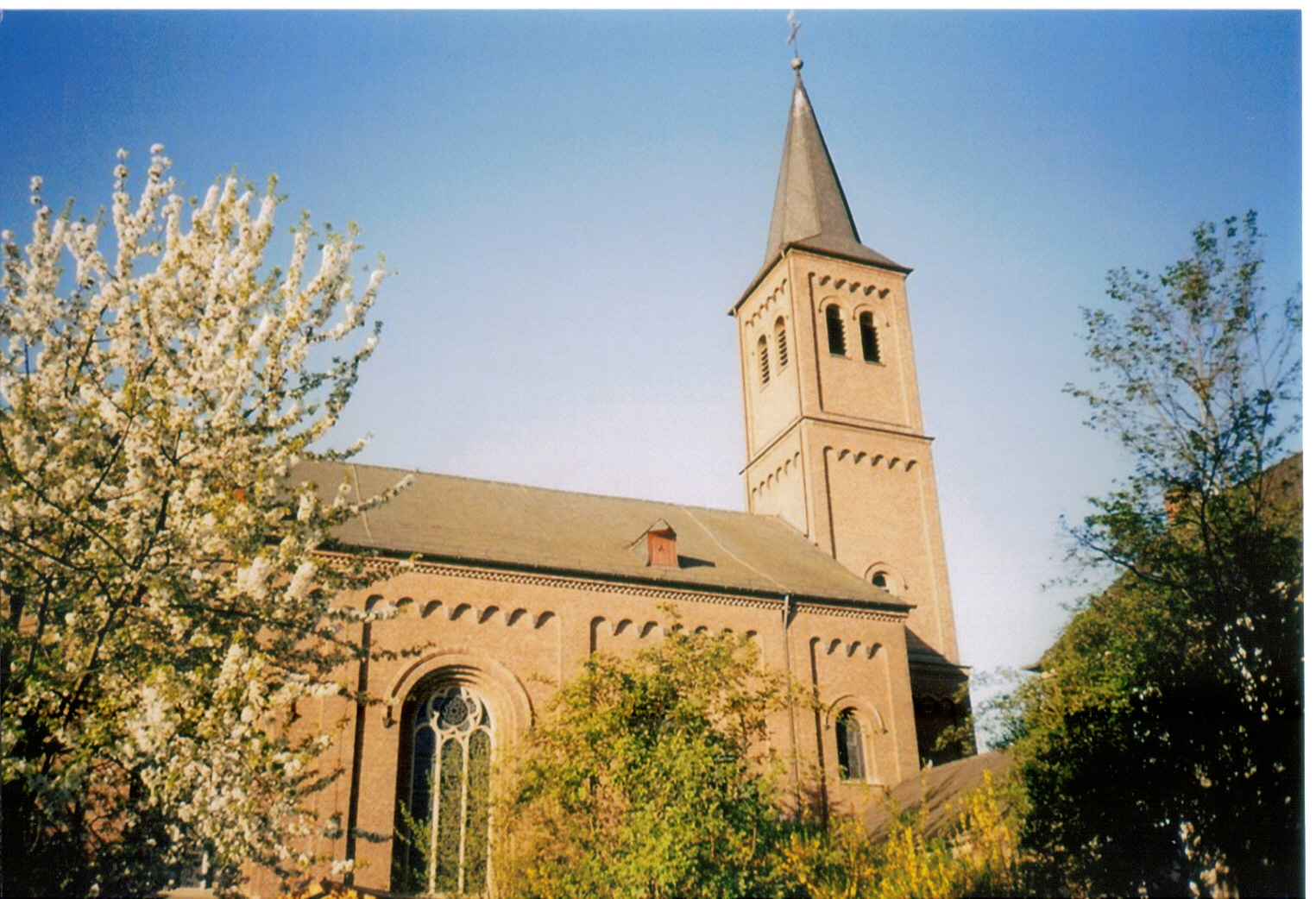
Biserica catolică St. Pankratius